# Gudurički vrh
Der Gudurički vrh (serbisch-kyrillisch Гудурички врх, deutsch Kudritzer Kopf) ist ein bewaldeter Berg in Serbien und mit 641 Metern die höchste Erhebung der nordserbischen Provinz Vojvodina und der gesamten Pannonischen Tiefebene. Der Berg gehört zu den Vršačke Planine, einem Ausläufer der Karpaten, und liegt auf dem Territorium der Gemeinde Vršac nahe der Grenze zu Rumänien.